# Gaston (Comic)
Gaston ist die namensgebende Hauptfigur einer belgischen Comic-Reihe aus dem Magazin Spirou. Gezeichnet wurde sie von André Franquin vom Februar 1957 bis zu seinem Tod im Jahr 1997. Bis 1967 war der Zeichner Jidéhem als Co-Autor an der Serie tätig. Seit 2023 wird die Serie von dem neuen Autor Delaf fortgeführt.
Im französischsprachigen Original heißt die Figur mit vollem Namen Gaston Lagaffe. La gaffe bedeutet auf Deutsch „der Schnitzer“, „das Ungeschick“, „der Ausrutscher“ oder „die Entgleisung“.

## Inhalt

Wandgemälde in Angoulême: Der Gastophon spielende Gaston und sein Vorgesetzter Demel

Gaston ist ein Bürobote in der Redaktion des real existierenden Verlages Dupuis, in der deutschen Ausgabe des Kauka Verlages bzw. des Carlsen-Verlages. Er soll eigentlich die Leserpost bearbeiten, fällt jedoch stattdessen meistens nur durch seine ausgefallenen, meist missglückten Experimente und Basteleien und durch seine Faulheit und Schläfrigkeit auf. Er wird als liebenswerter Chaot und verkanntes Genie dargestellt. In seiner Freizeit spielt er gerne Musikinstrumente, unter anderem Gitarre, Posaune und das absurd laute, von ihm erfundene „Gaffophone“ (deutsch: „Gastophon“ oder auch „Brontosaurophon“).
Seine Vorgesetzten (bis Sketch Nr. 480 Fantasio, danach Demel) versuchen ständig, aber meistens erfolglos, Gaston zu kontrollieren und zum Arbeiten zu bringen. Ein häufiger Running Gag ist, dass sie immer wieder versuchen, mit dem Geschäftsmann Bruchmüller zum Unterschreiben von Verträgen zu kommen, doch immer wieder weiß Gaston dies durch ein Missgeschick unabsichtlich zu verhindern. Selbst wenn ihre Bemühungen von Erfolg gekrönt zu sein scheinen, macht ihnen Gaston immer wieder unabsichtlich einen Strich durch die Rechnung.
Gaston ist zudem sehr tierlieb und hat im Laufe der Geschichten mehrere Haustiere: eine Katze, eine Lachmöwe mit Namen Har-Har, einen Goldfisch mit Namen Blubblub und eine Mäusefamilie, die in einem Aktenordner wohnt. Weitere Tiere, die im Laufe der Zeit vorkommen, sind ein Igel, eine Kuh, die er bei einer Tombola gewonnen hat, ein Hummer, den er in einem Restaurant vor dem Kochtopf gerettet hat, der Papagei seiner Tante und eine Schildkröte. All diese Tiere stiften Wirbel und Chaos in der Redaktion. Auch für Pflanzen, insbesondere Kakteen, hat er eine Vorliebe, was ebenfalls für einige Gags sorgt.
Ein häufiger Antagonist Gastons ist Wachtmeister Knüsel, ein Polizist, der nur darauf aus ist, an Gaston Strafzettel, meistens für Falschparken, zu verteilen. Teils hat Gaston das Nachsehen, aber meistens steht Knüsel als Verlierer da.
Ein weiterer regelmäßiger Quell für Komik ist Gastons Auto, ein Fiat 509, der in sehr schlechtem Zustand ist und ständig kaputtgeht oder die Insassen und Umgebung in Gefahr bringt. Dennoch liebt Gaston sein Auto, repariert es regelmäßig, stattet es oft mit neuen, selbst gebauten Extras aus und nutzt es häufig als Grundlage für seine Erfindungen und Experimente.

## Charaktere

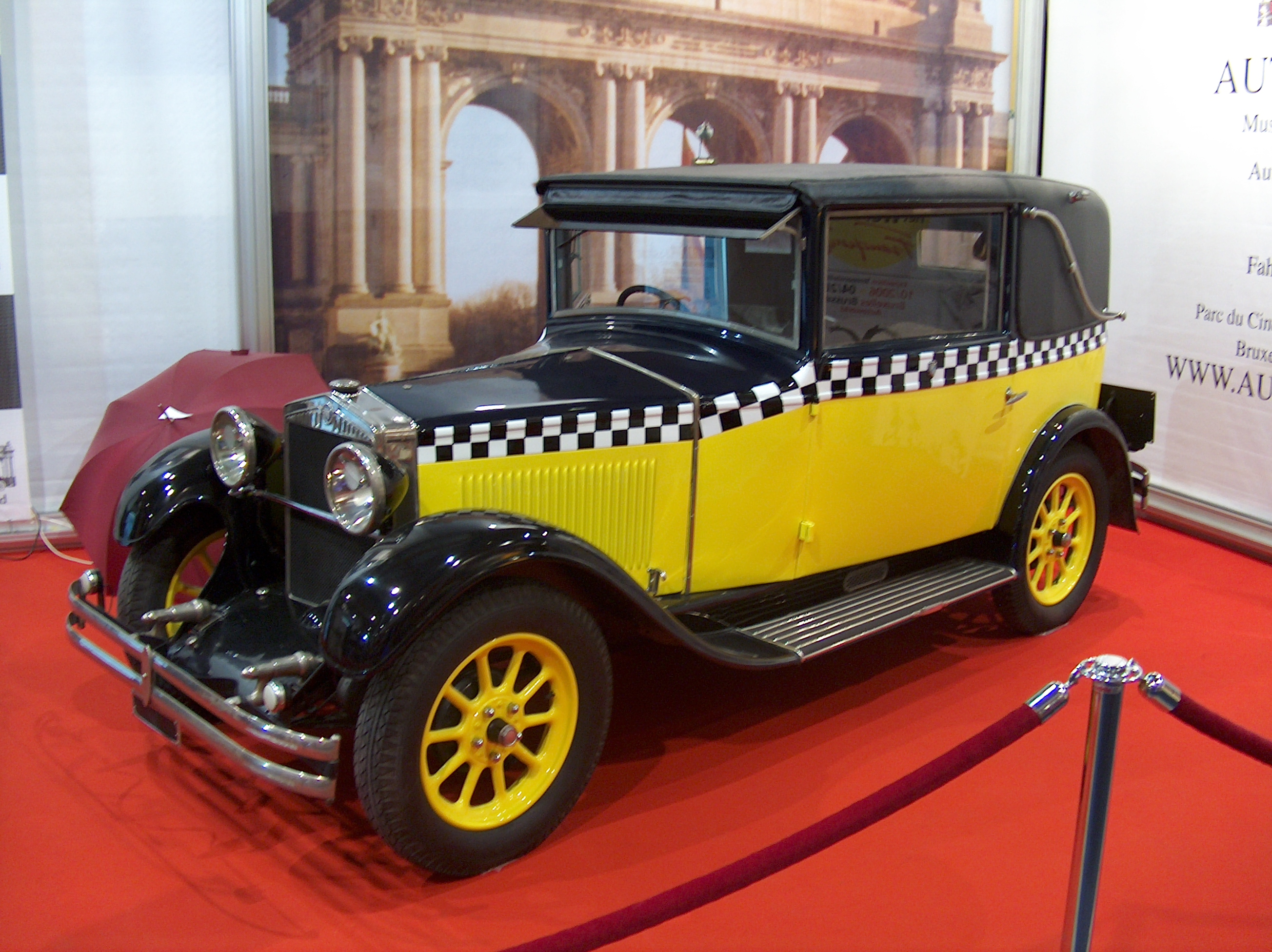
Gastons Auto (Fiat 509) auf der Brüsseler Motorshow 2009

Sollten mehrere Namen zu einer Figur aufgelistet sein, so ist der erste Name der aktuelle, alle weiteren aus älteren Übersetzungen.
- Gaston / Jo-Jo (im Original Gaston Lagaffe) ist die Hauptfigur der Serie. Er arbeitet als Redaktionsbote im Verlag und soll eigentlich die Leserpost bearbeiten, verbringt seine Arbeitszeit jedoch stattdessen meistens mit Spielereien, Bastel- und Kochexperimenten oder schläft.
- Fantasio / Pit (im Original ebenfalls Fantasio) arbeitet als Redakteur beim Verlag und ist Gastons Vorgesetzter, der ihn beaufsichtigt und, meistens erfolglos, versucht, ihn zum Arbeiten zu bringen. Nach Sketch Nr. 480 scheidet er aus der Serie aus (interne Begründung, er sei nun im Außendienst), taucht danach aber noch in ein paar einzelnen Sketchen (zuletzt Sketch 551) auf.
- Demel / Günter (im Original: Léon Prunelle) löst in Sketch Nr. 481 Fantasio als Redaktionschef ab und übernimmt damit die Aufgabe, Gaston zu beaufsichtigen. Er ist, insbesondere wenn es in der Redaktion hektisch zugeht, nervös, hysterisch und cholerisch und fast immer genervt von Gastons Faulheit und Experimenten. Wenn er aufgeregt ist, stößt er häufig seine Catchphrase „Rogntüdü“ aus. (erster Auftritt Sketch Nr. 207)
- Peter Bruchmüller (Aimé De Mesmaeker) ist ein korpulenter, cholerischer, arroganter Geschäftsmann, der immer wieder beim Verlag vorbeikommt, um Verträge abzuschließen, was Gaston jedoch stets ungewollt verhindert. (erster Auftritt Sketch Nr. 109)
- Fräulein Trudel / Hanni (Mademoiselle Jeanne) ist eine naive, junge Mitarbeiterin, die in Gaston verliebt ist und ihn als einzige Person in der Serie stets bewundert und verehrt. (erster Auftritt Sketch Nr. 224)
- Krause (Yves Lebrac) arbeitet als Zeichner beim Verlag. Er ist auch manchmal genervt von Gaston und ein häufiges Opfer seiner Missgeschicke, steht ihm aber insgesamt wesentlich positiver gegenüber als Demel und tritt gelegentlich als sein Freund und Unterstützer auf. (erster Auftritt Sketch Nr. 207)
- Herr Bolte (Joseph Boulier) ist der Buchhalter des Verlags. Er ist sehr streng und humorlos und macht seine Arbeit sehr präzise, allerdings wird er immer wieder von Gaston in seiner Arbeit gestört oder diese von Gaston zunichtegemacht. (erster Auftritt Sketch Nr. 195)
- Wachtmeister Knüsel (Joseph Longtarin) ist ein fieser, strenger Polizist, der immer wieder versucht, an Gaston Strafzettel für Falschparken oder für den schlechten Zustand seines Autos zu verteilen. (erster Auftritt Sketch Nr. 191)
- Alfons von Gegenüber (Jules-de-chez-Smith-en-face) ist ein Kumpel von Gaston, der sein Büro direkt auf der anderen Straßenseite hat. Er ist wie Gaston sehr faul und experimentierfreudig, und die beiden verbringen ihre Zeit lieber mit allerhand absurden Spielen anstatt zu arbeiten. (erster körperlicher Auftritt Sketch Nr. 458)
- Felix Pannemann / Knoop / Berti (Bertrand Labévue) ist Gastons Cousin, der zu Depressionen neigt (eine Anspielung auf Franquin, der lange Zeit selbst unter Depressionen litt). (erster Auftritt Sketch Nr. 347)
- Herr Carlsen (Monsieur Dupuis) ist der Chef des Verlags, der allerdings nur entweder per Telefon in Erscheinung tritt oder von dem man nur die Arme und Beine, aber nie den kompletten Körper oder das Gesicht sieht. (erster körperlicher Auftritt in Sketch Nr. 207)
- Pruegel und Schlaeger / Kühne und Tätlich / Wüthrich & Schlagetodt (Ducran & Lapoigne) sind zwei stämmige, cholerische Herren, die im unmittelbar angrenzenden Nachbarhaus des Verlags ein Brückenbauunternehmen betreiben und gelegentlich durch Gastons Missgeschicke in Mitleidenschaft gezogen werden. (erster Auftritt Sketch Nr. 297)
- Elfenfinger-Freddie (Freddy-les-doigts-de-fée) ist ein Berufseinbrecher mit 20 Jahren Erfahrung, scheitert aber im Carlsen-Verlag immer indirekt durch Gaston. Die Angestellten sehen ihn jedoch als Leidensgenossen von Gastons Taten und rufen nie die Polizei. (erster Auftritt Sketch Nr. 497)

## Veröffentlichungsgeschichte
Gaston Lagaffe tauchte erstmals am 28. Februar 1957 in der Zeitschrift Spirou auf. Bei seinen ersten Auftritten stand er einfach herum und verwirrte damit die Angestellten. Später tauchte er in einzelnen Szenen der Serie Spirou und Fantasio auf, um dann eine eigene Serie zu erhalten. Die einzelnen Strips waren zuerst halb-, später ganzseitig.
Nach Franquins Tod 1997 erschienen keine neuen Strips mehr, da Franquin verfügt hatte, dass kein anderer Zeichner seine Figuren übernehmen dürfe und die Rechte an seinen Figuren bei seiner Familie verblieben. Nachdem im Jahr 2014 die Rechte an Gaston und dem Marsupilami an den Verlag Dupuis gingen, hat Gaston, gezeichnet u. a. von Yoann, wieder Auftritte in Comicgeschichten.

### In Deutschland
In Deutschland wurden die Gaston-Comics zuerst von 1968 bis 1978 vom Kauka Verlag in Fix und Foxi abgedruckt. Gaston hieß dort Jo-Jo, und ihm wurde ein starkes Stottern angedichtet. Auch sonst geriet die Übersetzung, wie bei Kauka damals üblich (siehe auch: Siggi und Babarras), sehr freizügig, so hieß Fantasio Pit, aus Demel wurde Günter, aus Fräulein Trudel Hanni usw., und auch die Dialoge und Gags wurden sehr frei und teilweise sinnverändernd übersetzt.
Ab 1981 erschien Gaston im Carlsen Verlag (zeitweise in der Sparte Semic), diesmal mit korrekter Übersetzung. Neben Bänden im Album-Format erschienen in der Reihe Carlsen Pocket auch Taschenbücher. Nachteilig war an dieser Veröffentlichung das völlige Durcheinander in der Chronologie. Dieses Problem wurde schließlich mit der Neuauflage Gesammelte Katastrophen ab 1993 behoben. Die letzte Auflage dieser Ausgabe erschien 2001.
Von Juli 2008 bis August 2010 veröffentlichte der Carlsen Verlag die einzelnen Bände im Monatsrhythmus neu. Dabei wurde die Übersetzung noch einmal überarbeitet, um sie näher an das Original heranzubringen und die Namen, welche teilweise in der Serie durcheinandergingen, zu vereinheitlichen. Zudem wurde noch einmal der Inhalt überarbeitet. So sind einige Sketche, welche bei vorherigen Auflagen nur in neu gezeichneten Versionen zu sehen waren, nun in den Originalversionen restauriert worden; das Zusatzmaterial, teilweise nie in Deutschland veröffentlicht, wurde an die chronologisch korrekten Stellen gesetzt und die Kolorierung überarbeitet sowie das Lettering vereinheitlicht.
Im Januar 2006 erschien in der FAZ-Reihe Klassiker der Comic-Literatur eine Gaston gewidmete Ausgabe, die hauptsächlich Halbseiter mit neuer, sehr eng am Original orientierter Übersetzung bot.
Ende 2015 erschien unter dem Namen Der Ganze Gaston erstmals eine Gesamtausgabe, die alle Gags in fünf Bänden im Schuber zusammenfasst und zudem einiges an teilweise nie zuvor in Deutschland veröffentlichtem Zusatzmaterial und Hintergrundinformationen über die Comicserie bietet.
2019 läuft in Deutschland die Softcover-Serie von 2008 aus und bei Carlsen erscheint stattdessen eine neue Hardcover-Serie, in welcher Kolorierung und Lettering (letzteres auf Wunsch von Franquins Erben) überarbeitet wurden. Die Chronologie wird noch einmal korrigiert und durch zusätzliches Material kommt noch ein weiterer Band hinzu.

### Fortführung durch Delaf
Im März 2022 kündigte der Verlag Dupuis beim Internationalen Comicfestival in Angoulême Gastons Rückkehr an. Der Frankokanadier Marc Delafontaine („Delaf“) habe ein neues, 48-seitiges Album fertiggestellt, das am 19. Oktober 2022 mit einer Startauflage von 1,2 Millionen Exemplaren erscheinen solle. Franquins Tochter Isabelle wandte sich daraufhin an ein Brüsseler Gericht, da ihr Vater verfügt habe, dass Gaston nach seinem Tod nicht weiterleben solle. Isabelle Franquin hatte zuvor bereits gegen die Veröffentlichung des Ablegers „Gastoon“, in dem es um Gastons im Kindesalter befindlichen Neffen geht, geklagt; der Streit endete mit einer außergerichtlichen Einigung. Um „eine ruhige und objektive Debatte zu ermöglichen“, entschied der Verlag im Mai 2022, das Erscheinen dieses Bands vorerst auszusetzen.
Nachdem der Rechtsstreit zwischen dem Verlag Dupius und Isabelle Franquin in einem Schiedsverfahren beigelegt wurde, erschien der Band  am 22. November 2023.

## Bände
| Band | Französischer Titel          | Text & Zeichnung | Jahr | Deutscher Titel            | Jahr |
| ---- | ---------------------------- | ---------------- | ---- | -------------------------- | ---- |
| 0    | Les archives de la gaffe     | André Franquin   | 2018 | Die Akte Gaston            | 2018 |
| 1    | Premières gaffes             | André Franquin   | 2018 | Erste Katastrophen         | 2018 |
| 2    | Gare aux gaffes              | André Franquin   | 2018 | Tierischer Unfug           | 2018 |
| 3    | Gala de gaffes               | André Franquin   | 2018 | Gala der Katastrophen      | 2018 |
| 4    | Le bureau des gaffes en gros | André Franquin   | 2018 | Kreatives Chaos            | 2018 |
| 5    | Gaffes à gogo                | André Franquin   | 2018 | Reinfälle à gogo           | 2018 |
| 6    | Les gaffes d’un gars gonflé  | André Franquin   | 2018 | Ganz großer Unsinn         | 2018 |
| 7    | Des gaffes et des dégâts     | André Franquin   | 2018 | Folgeschäden               | 2018 |
| 8    | Rafales de gaffes            | André Franquin   | 2018 | Donnernde Dummheiten       | 2018 |
| 9    | Un gaffeur sachant gaffer    | André Franquin   | 2018 | Höhenflüge                 | 2018 |
| 10   | Gaffes en pagaille           | André Franquin   | 2018 | Volltreffer                | 2018 |
| 11   | Lagaffe nous gâte            | André Franquin   | 2018 | Tollpatsch Total           | 2018 |
| 12   | Le cas Lagaffe               | André Franquin   | 2018 | Ein Fall für sich          | 2018 |
| 13   | Lagaffe se décoince          | André Franquin   | 2018 | Fehlversuche               | 2018 |
| 14   | Le géant de la gaffe         | André Franquin   | 2018 | Riesendummheiten           | 2018 |
| 15   | Le repos du gaffeur          | André Franquin   | 2018 | Die Nervensäge             | 2018 |
| 16   | Gaffes, bévues et boulettes  | André Franquin   | 2018 | Pfeifen, Pech und Pannen   | 2018 |
| 17   | Le gang des gaffeurs         | André Franquin   | 2018 | Kindsköpfe                 | 2018 |
| 18   | Lagaffe mérite des baffes    | André Franquin   | 2018 | Wer zuletzt lacht...       | 2018 |
| 19   | La saga des gaffes           | André Franquin   | 2018 | Geniestreiche              | 2018 |
| 20   | Lagaffe rebondit             | André Franquin   | 2018 | Sportskanone               | 2018 |
| 21   | Ultimes bévues               | André Franquin   | 2018 | Letzte Katastrophen        | 2018 |
| 22   | Le retour de Lagaffe         | Delaf            | 2023 | Die Rückkehr eines Chaoten | 2024 |

### Weitere deutschsprachige Ausgaben
- Gaston 2 Bände (Carlsen, 1981)
- Gaston 10 Bände mit pinkfarbenem Einband (Carlsen/Semic, 1982–1984)
- Gaston 16 Bände mit gelben Buchrücken (Carlsen, 1985–1993)
- Carlsen Pocket Band 1, 14, 24, 28, 33 (Carlsen 1990–1991)
- Gaston – Gesammelte Katastrophen 19 Bände, Hardcover mit roten Buchrücken (Carlsen, 1993–2001)
- Gaston – Gesammelte Katastrophen 19 Bände, Softcover mit gelben Buchrücken (Carlsen, 1998–2001)
- Gaston – F.A.Z. Comic-Klassiker, Band 18 Broschiert (FAZ, 2005)
- 40 Jahre Carlsen Comics: Gaston Jubiläums-Sonderausgabe (Carlsen, 2007)
- Gaston – Gesammelte Katastrophen – Neuauflage (auch Gaston New Look) 19 Bände, Softcover mit gelb-rotem Buchrücken (Carlsen, 2008–2018)
- Der Ganze Gaston – Gesamtausgabe aller Gaston-Seiten – Neuauflage 5 Bände, Hardcover Gebunden im Schuber (Carlsen, 2015)
- Der Ganze Gaston – Anhänge Broschiert (Carlsen, 2016)

### Französischsprachige Ausgaben
Die Bände 1 bis 5 wurden zwischen 1960 und 1967 im „italienischen Format“ (breiter als hoch) publiziert. Ihr Inhalt wurde in den 1970er Jahren in den Hardcover-Bänden R1 bis R4 im A4-Format neu veröffentlicht. Der Buchstabe R bedeutet Sammelband (fr: recueil). Ein Band R5 existierte zunächst nicht, es folgten die Bände 6 bis 14.
- R1: Gala de gaffes à gogo
- R2: Le bureau des gaffes en gros, 1976, ISBN 2-8001-0094-X, seit 2009 Band 5
- R3: Gare aux gaffes du gars gonflé, 1977, ISBN 2-8001-0308-6, seit 2009 Band 3
- R4: En direct de la gaffe, 1977, ISBN 2-8001-0370-1
- 6: Des gaffes et des dégâts, 1977, ISBN 2-8001-0088-5, seit 2009 Band 7
- 7: Un gaffeur sachant gaffer, 1977, ISBN 2-8001-0089-3, seit 2009 Band 9
- 8: Lagaffe nous gâte, 1977, ISBN 2-8001-0090-7, seit 2009 Band 10
- 9: Le cas Lagaffe, 1977, ISBN 2-8001-0091-5, seit 2009 Band 12
- 10: Le géant de la gaffe, 1977, ISBN 2-8001-0092-3
- 11: Gaffes, bévues et boulettes, 1977, ISBN 2-8001-0330-2, seit 2009 Band 14
- 12: Le gang des gaffeurs, 1978, ISBN 2-8001-0400-7, seit 2009 Band 15
- 13: Lagaffe mérite des baffes, 1979, ISBN 2-8001-0658-1, seit 2009 Band 16
- 14: La saga des gaffes, 1982, ISBN 2-8001-0955-6, seit 2009 Band 17

Band Nr. 6 entstand erstmals im A4-Format, in diesem sollten auch die älteren Episoden neu veröffentlicht werden. Mit den Inhalten der Bände 1 bis 5 ließen sich aber nur drei großformatige Bücher füllen, die die Nummern R1 bis R3 erhielten. Der Band R4 enthält bis dahin unveröffentlichte Geschichten, „die besten live aus der Redaktion“.
Nachträglich kamen neue Bände dazu:
- R5: Le lourd passé de Lagaffe, 1986
- 1: Les archives de la gaffe, 2009
- 2: Gaffes à gogo, 2009
- 4: Gala de gaffes, 2009
- 6: Gare aux gaffes, 2009
- 8 (neu): Rafales de gaffes, 2009
- 11 (neu): Le repos du gaffeur, 2009
- 18: Gaffes en pagaille, 2013
- 19: Faites gaffe à Lagaffe, 2013
- S.2: Le génie de Lagaffe, 2012
- S.4: Roulez, Lagaffe!, 2014

## Verfilmungen
1981 erschien ein Spielfilm namens Fais gaffe à la gaffe !. Er lehnte sich zwar an Gaston an, doch da Franquin wenig Sympathie für das Projekt hatte, gab er zwar die Erlaubnis, einige Gags aus den Comics zu verwenden, nicht jedoch die Namen und das Aussehen der Figuren, die folglich andere Namen hatten und anders aussahen. Deshalb hatte das Ganze mit den Comics nicht viel zu tun und floppte bei Publikum und Kritik. Gaston (der im Film einfach nur G. hieß) wurde von Roger Mirmont gespielt, Prunus (das Pendant zu Prunelle/Demel) von Daniel Prévost.
2009 erschien auf France 3 eine animierte Serie, die die Original-Comiczeichnungen mittels Flash-Animation zum Leben brachte (das Anfertigen neuer Zeichnungen war aufgrund fehlenden Copyrights nicht möglich). Jede Episode war sieben Minuten lang, enthielt fünf animierte Comicstrips und hatte ein Oberthema.
2018 erschien ein neuer Gaston-Realfilm, der in Frankreich am 4. April Premiere hatte. Regisseur ist Pierre-François Martin-Laval, in der Titelrolle als Gaston ist Théo Fernandez zu sehen.

## Auszeichnungen
→ siehe auch: Die 100 Bücher des Jahrhunderts von Le Monde (Platz 98)

## Sonstiges

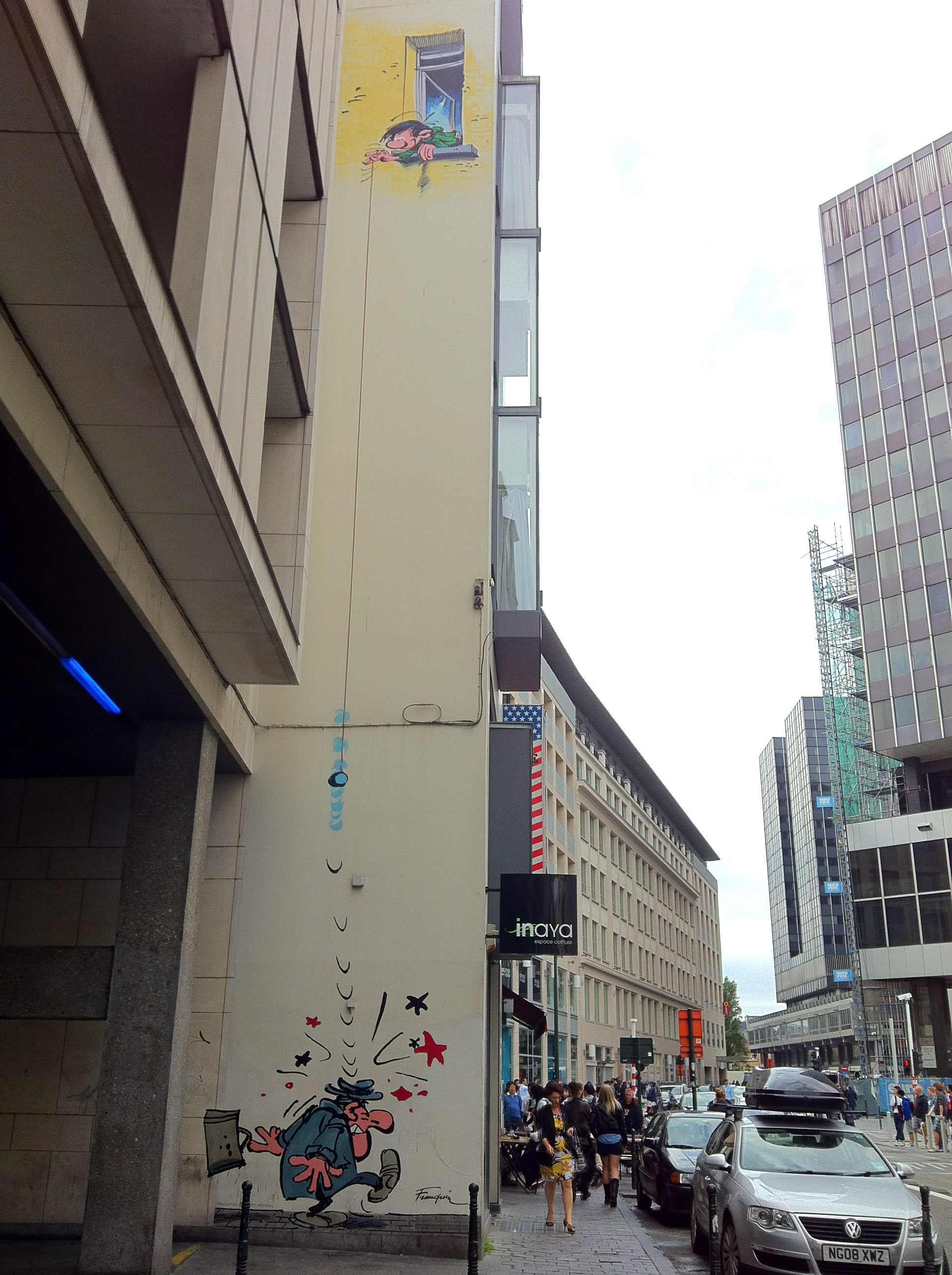
Gaston-Wandgemälde in Brüssel

Gaston weigert sich, für das Parken zu zahlen, und hat eine militante Abneigung gegen Parkuhren. Als Geschenk an die Bevölkerung zu Gastons 50. Geburtstag erlaubte die Stadtverwaltung, dass am 28. Februar 2007 in ganz Brüssel kostenlos geparkt werden durfte.
An der East Side Gallery in Berlin war achtzehn Jahre lang ein Gemälde, das Gaston Lagaffe beim Durchbrechen der Berliner Mauer zeigte, ein beliebtes Fotomotiv. Es war nicht Teil der offiziellen Kunstwerke dieser Open-Air-Galerie und verschwand nach 2008.
In Brüssel steht eine große Statue von Gaston vor dem Belgischen Comiczentrum, zudem existiert als Teil der Comic-Strip-Route eine Wandmalerei von Gaston in der ebenfalls nach ihm benannten „Rue Gaston Lagaffe“ (niedl.: Guust Flater Straat).
2011/12 zeichnete Simon Léturgie nach Szenarios seines Vaters Jean und von Yann die Serie Gastoon, in der es um Gastons Neffen geht. Die Serie wurde nach zwei Bänden eingestellt aufgrund von Fan-Protesten und einer Intervention von Franquins Tochter Isabelle als Inhaberin der Urheberrechte ihres Vaters.
Auf dem Cover der Spirou-Spezialausgabe Nr. 1482 B vom September 1966 (einer Sonderausgabe für Studenten, die neben der regulären Nr. 1482 erschien) war Gastons Studentenausweis abgebildet. Aus selbigem ging hervor, dass der Bürobote am 24. Juni geboren ist – eine Anspielung auf den an diesem Tag geborenen Delporte, der an Gastons Entwicklung beteiligt war.
Eine ähnliche Comic-Reihe ist die von dem Spanier Francisco Ibáñez (bekannt für Clever & Smart) geschaffene Reihe Tom Tiger & Co, die ebenfalls von einem chaotischen Büroboten (allerdings in einer Zeitungsredaktion) handelt, der seine Kollegen und Vorgesetzten mit misslungenen Ideen und Missgeschicken zur Weißglut bringt. Einige Gags in Tom Tiger waren sogar direkte Kopien von Gags aus Gaston.

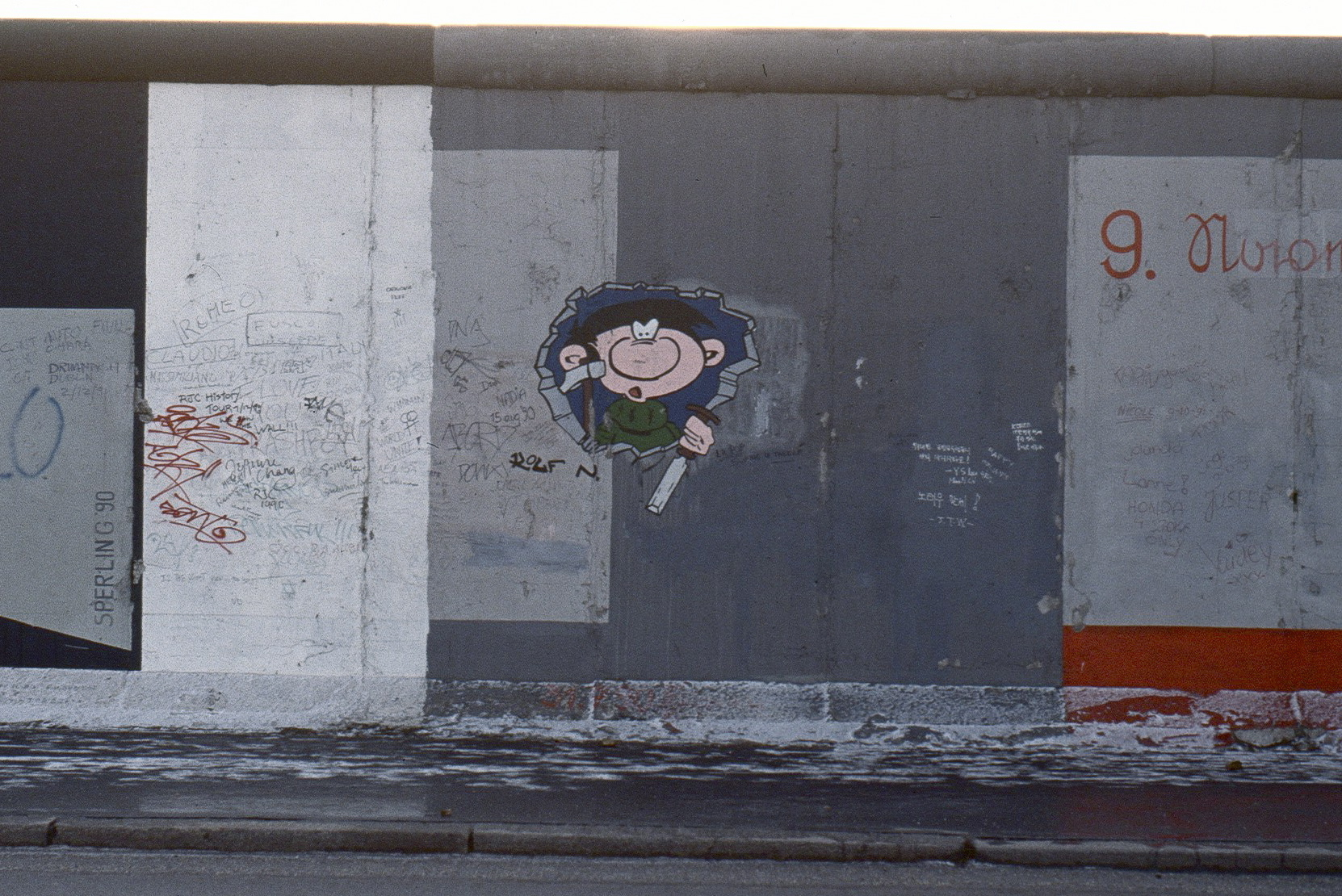
Gaston Lagaffe bricht durch die Berliner Mauer an der East Side Gallery, 1991
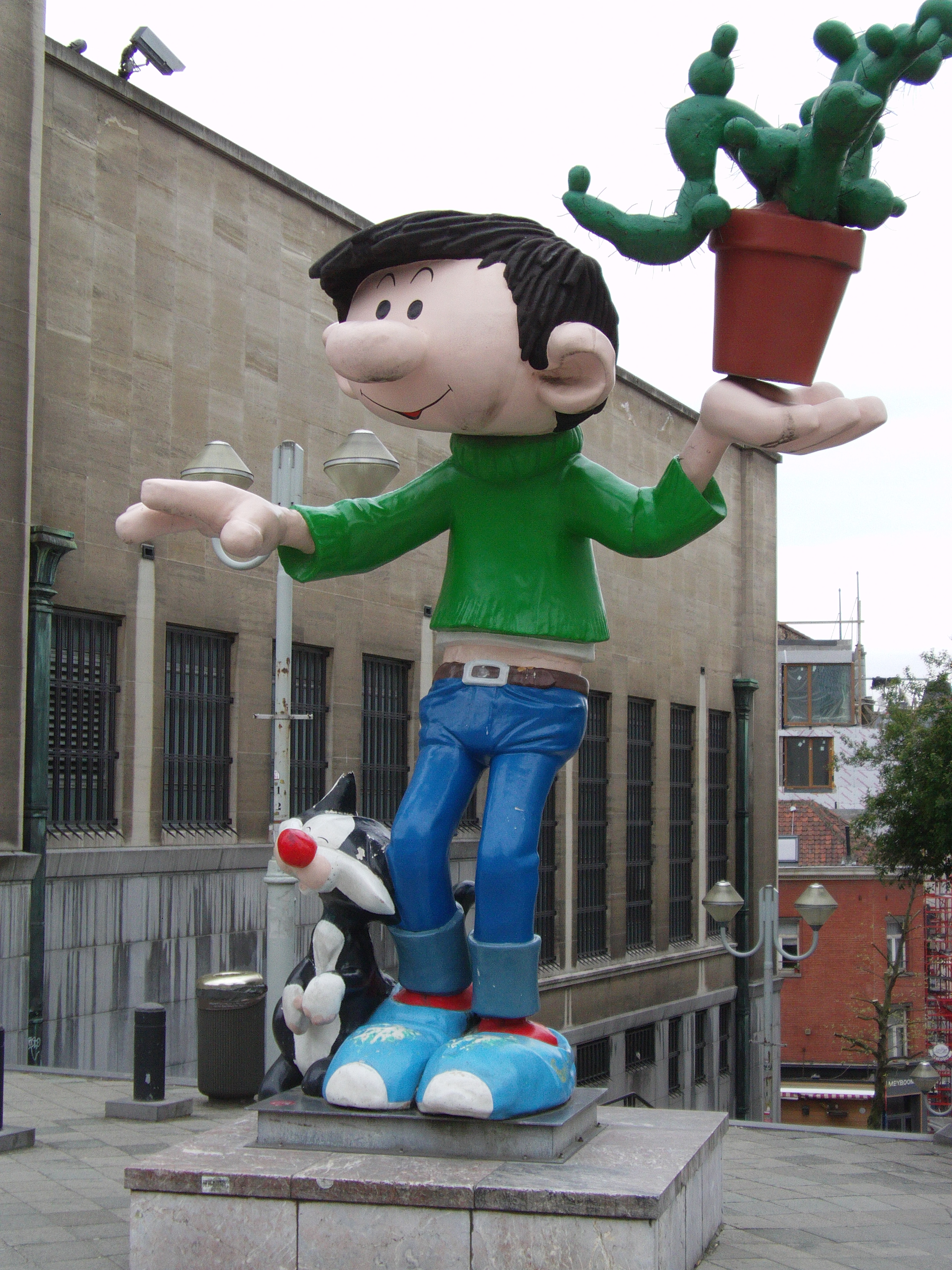
Gaston-Statue vor dem Belgischen Comiczentrum
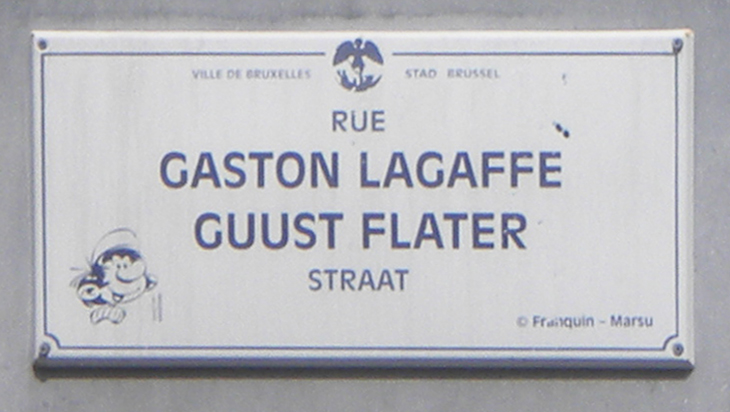
„Rue Gaston Lagaffe“ (niedl.: Guust Flater Straat) in Brüssel